# 金斯堡 (加利福尼亚州)
金斯堡（英語：Kingsburg），是美国加利福尼亚州弗雷斯诺县下属的一座城市。建市于1908年5月29日，面积大约为2.83平方英里（7.3平方公里）。根据2010年美国人口普查，该市有人口11,382人。